# Albizia amara
Espèce
Statut de conservation UICN

 LC  : Préoccupation mineure
Albizia amara est une espèce de plantes à fleurs de la famille des Fabaceae. C'est un arbre dont l' aire de répartition comprend l'Afrique du Sud, l'Afrique de l'Est, le Soudan et l'Éthiopie. On la trouve également en Inde et au Sri Lanka.

## Description
Albizia amara est un arbre à feuilles caduques de taille moyenne qui ressemble à l'acacia sans les épines. L'écorce de l'arbre est de couleur grise, granuleuse et écailleuse. Les feuilles sont composées de 15  paires de tiges latérales et les folioles sont minuscules et peuvent être composées de 15 à 35 paires. Les fleurs sont des houppettes jaune blanchâtre avec de longues étamines et un pollen doré. Les gousses sont plates et mesurent environ 20 cm de long. Les feuilles tombent en février-mars et se renouvellent en avril. Les fleurs sont présentes tout au long du mois de mai et les fruits mûrissent en octobre et novembre. C'est une plante hôte pour Achaea janata.
Albizia amara est intolérante à l'ombre et résistante à la sécheresse. En Afrique, il pousse principalement dans les forêts sablonneuses
.
Albizia amara et Hardwickia binata sont les arbres dominants de la canopée dans l'écorégion des forêts sèches à feuilles caduques du plateau central du Deccan en Inde. On la trouve également dans les collines d'Anamalai, de Palani et de Cardamome des Ghats occidentaux et de la région de Godavari, dans les collines de Javadi des Ghats orientaux de l'Inde du Sud.

## Utilisations

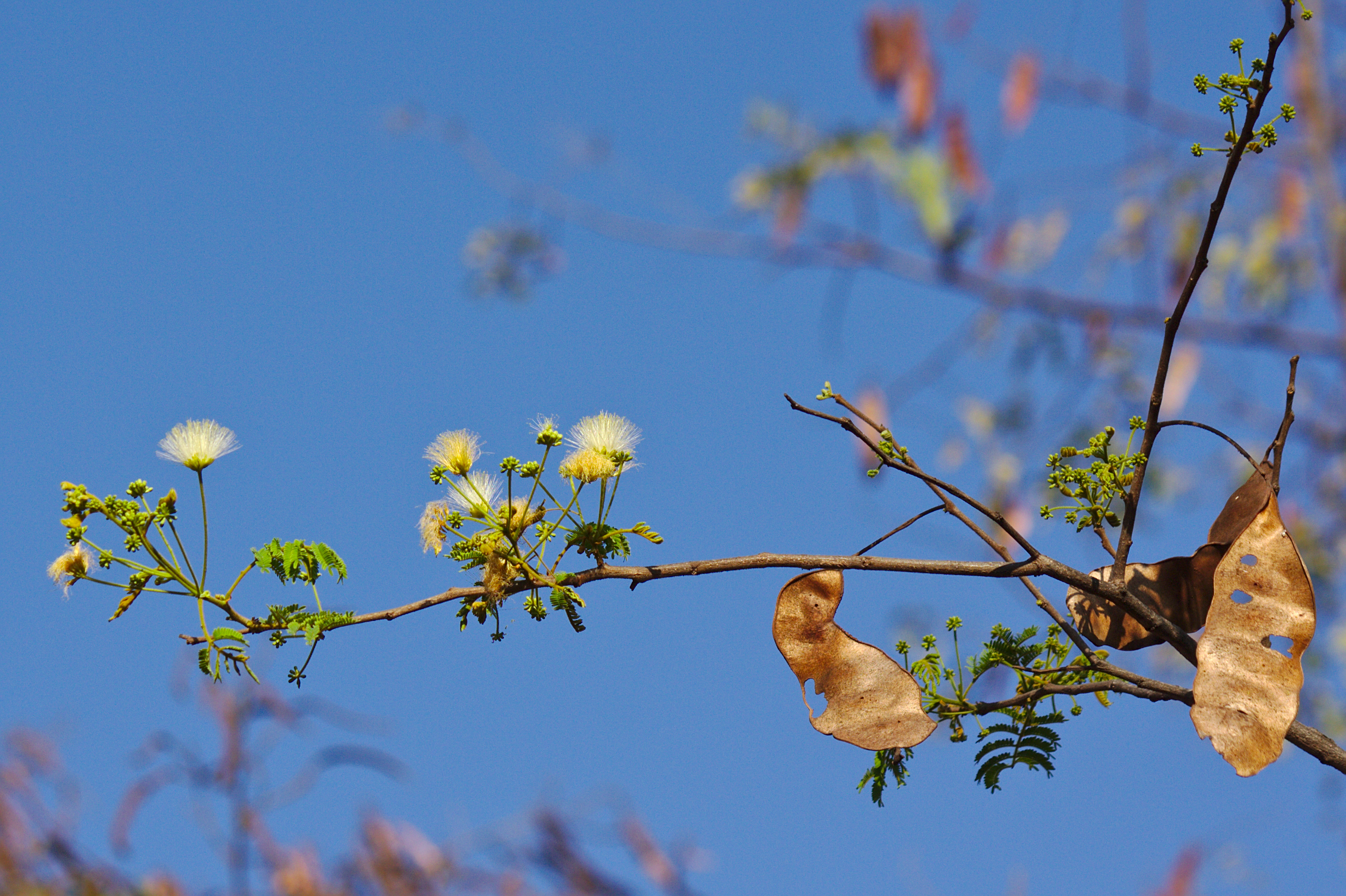
Albizia amara avec fleurs et gousses.

- Les feuilles et les fleurs sont utilisées pour traiter les furoncles et les ulcères. La feuille est également utilisée pour le traitement de l'érysipèle[6].
- La pâte de feuilles et d'écorce de racine est utilisée pour soigner les maladies de peau et les piqûres de poison[7].
- Les graines sont considérées comme astringentes et utilisées dans le traitement des hémorroïdes, de la diarrhée et de la gonorrhée[7].
- Les fleurs sont utilisées comme remède contre la toux, les ulcères, les pellicules et la malaria[7].
- Les composés pharmaceutiques des graines et des feuilles ont un large spectre potentiel d'activité anticancéreuse[7].

Son bois est utilisé pour la construction et l'ameublement, ainsi que comme bois de chauffage. Albizia amara  fournit de nombreux services environnementaux : contrôle de l'érosion des sols, brise-vent, ombrage. C'est aussi un arbre ornemental dans les zones urbaines. Les ruminants peuvent se nourrir de ses feuilles.
À l'époque coloniale, en Inde, son bois « abondant » était largement utilisé comme combustible pour les chemins de fer.

## Galerie

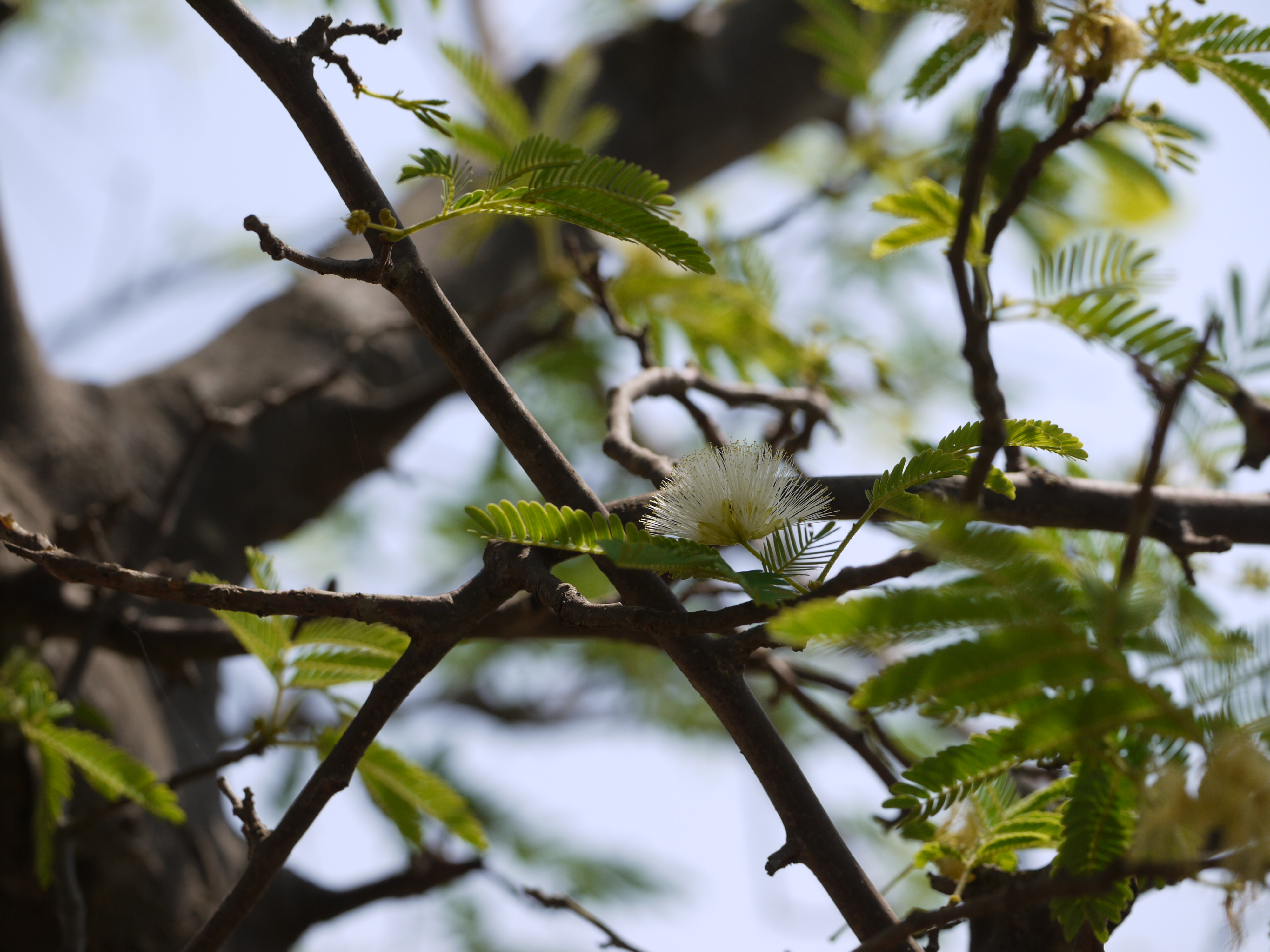
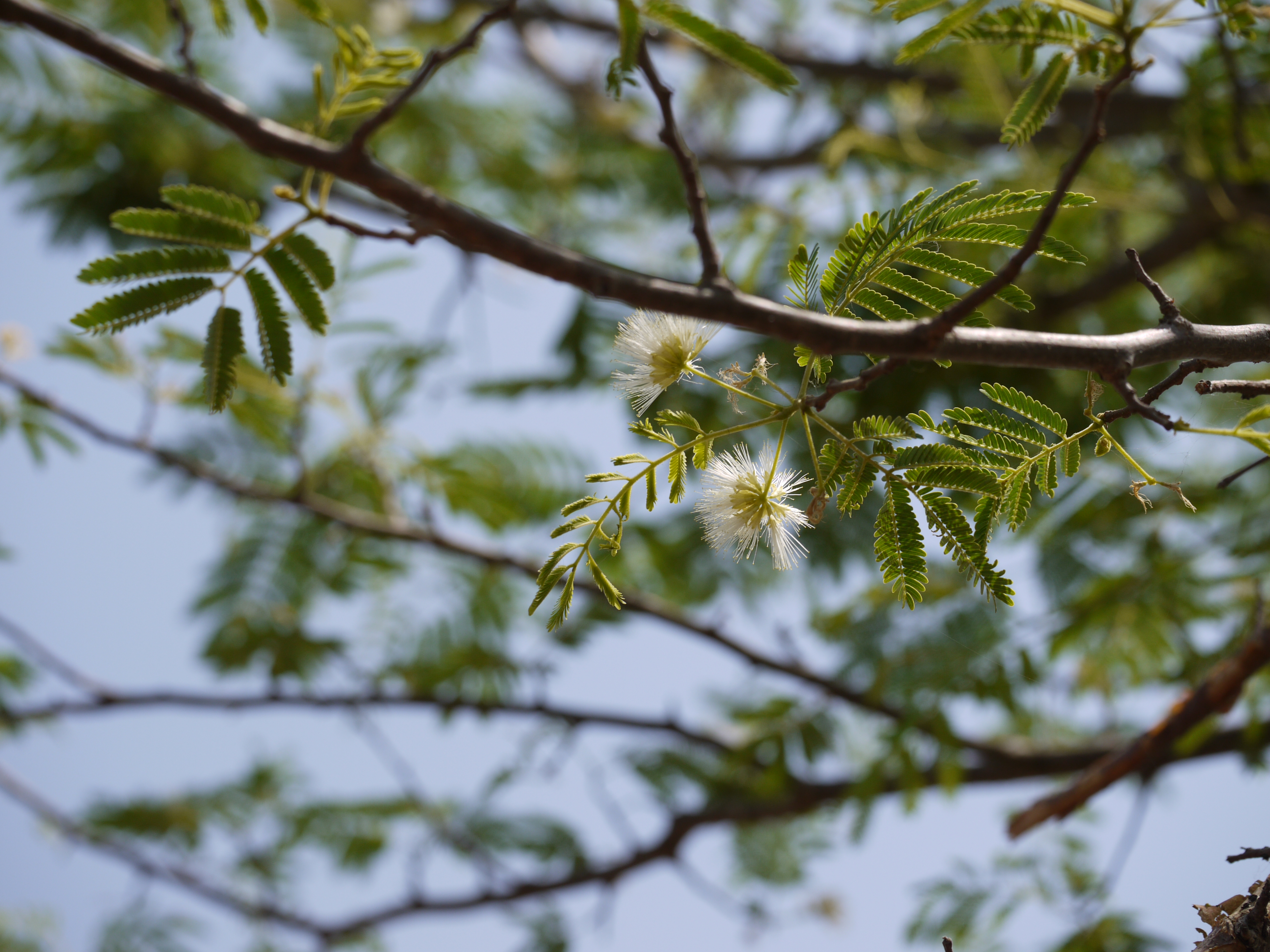
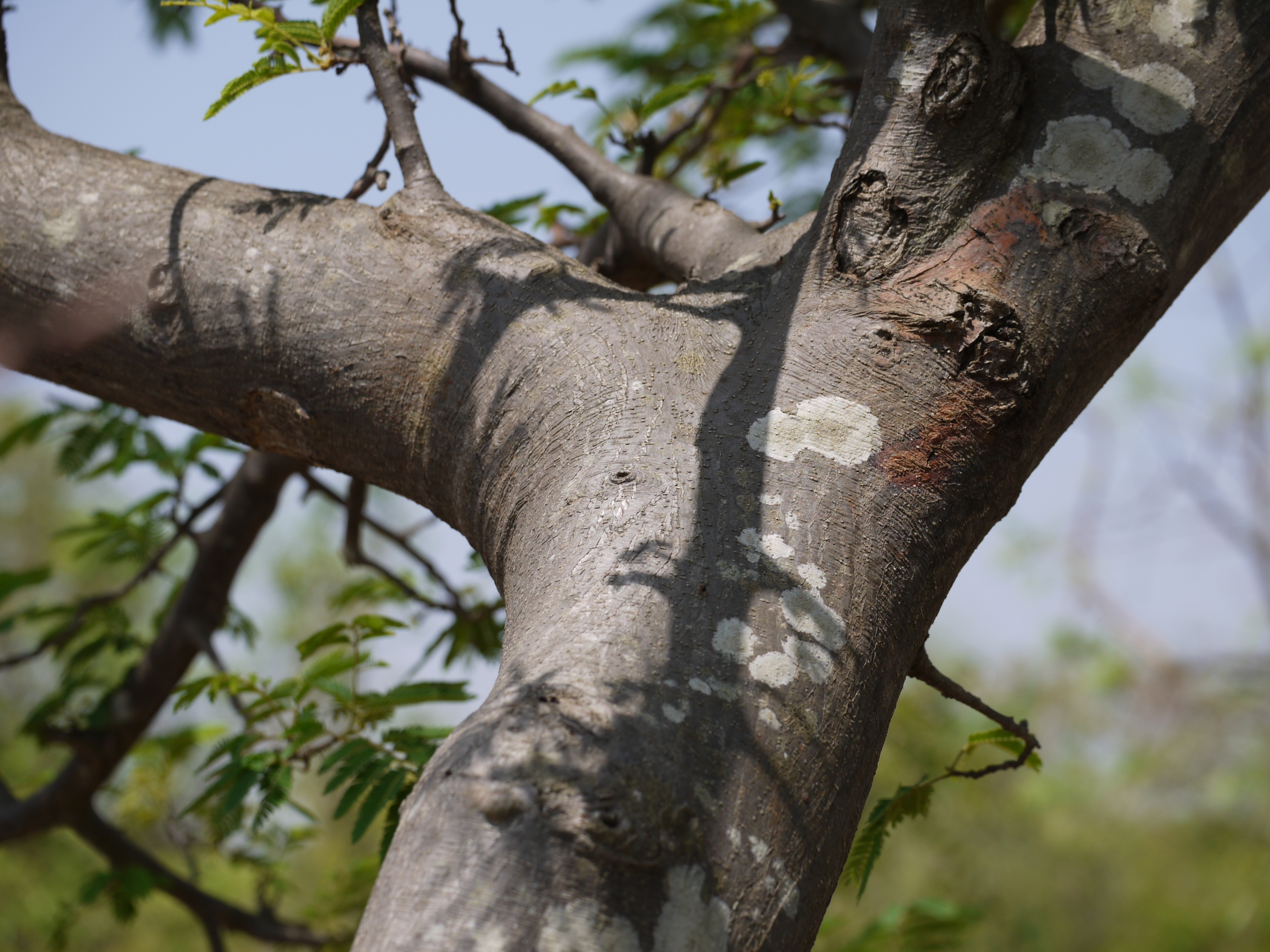
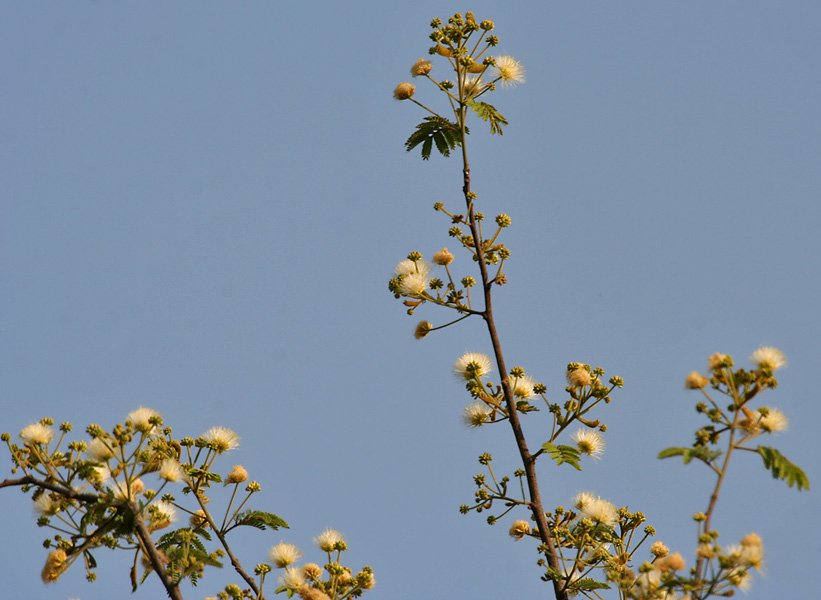
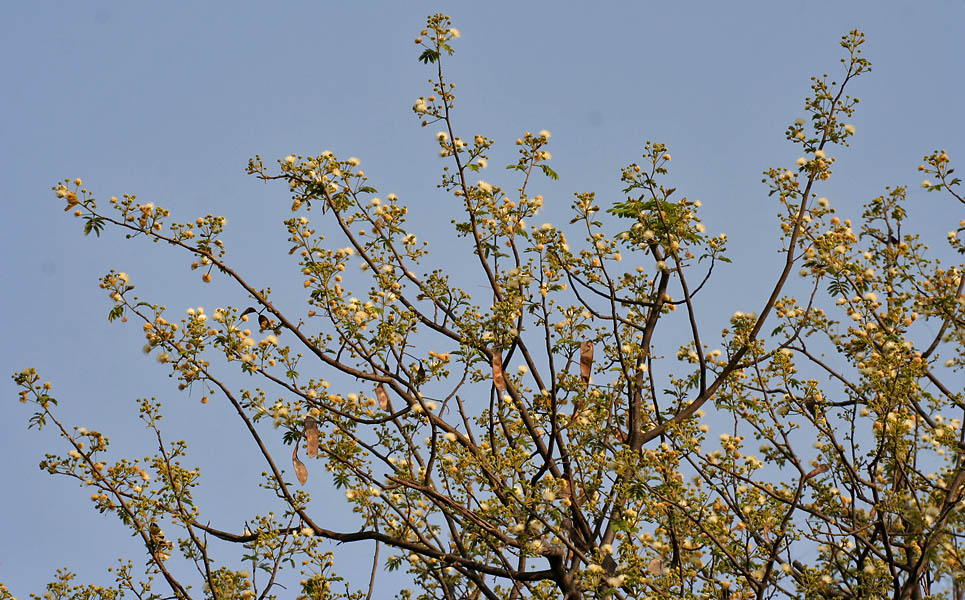
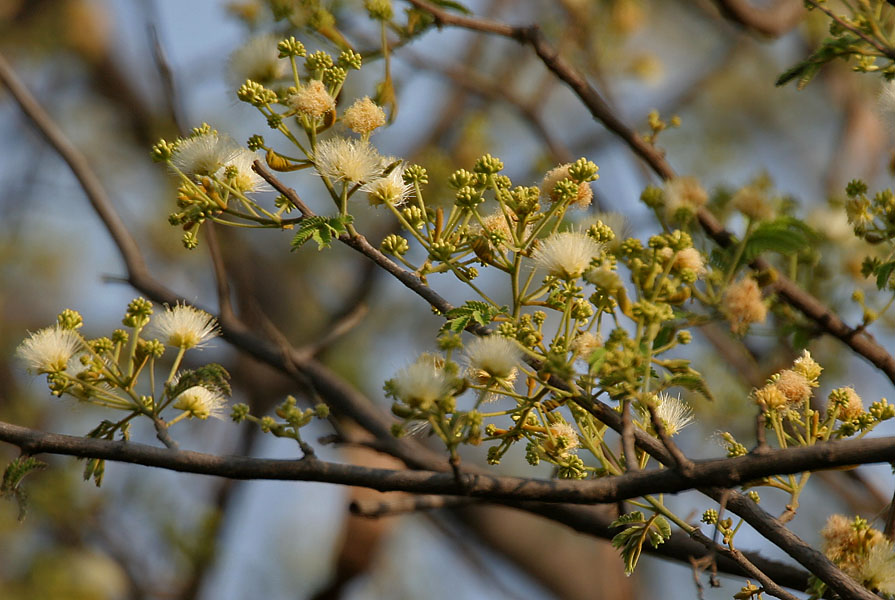

## Répartition
Ce taxon se rencontre dans les pays suivants : Inde, Kenya, Mozambique, Somalie, Sri Lanka, Tanzanie.

## Liste des sous-espèces
Selon GBIF (25 décembre 2024) :
- Albizia amara subsp. amara
- Albizia amara subsp. sericocephala (Benth.) Brenan

## Systématique
Le nom correct complet (avec auteur) de ce taxon est Albizia amara (Roxb.) Boivin.
L'espèce a été initialement classée dans le genre Mimosa sous le basionyme Mimosa amara Roxb..
Albizia amara a pour synonymes :
- Acacia amara (Roxb.) Willd.
- Acacia nellyrenza Wight & Arn.
- Albizia amara G.C.C.Gilbert & Boutique
- Albizia struthiofolia O.B.Mill.
- Feuilleea amara (Roxb.) Kuntze
- Inga sericocephala A.Rich.
- Mimosa amara Roxb.

### Étymologie
Le nom générique Albizia est dédié au naturaliste Filippo degli Albizzi, l'épithète amara vient du latin « amarus » signifiant « amer, désagréable au goût.
.